# HD10961
HD10961 є хімічно пекулярною зорею спектрального класу
A3 й має видиму зоряну величину в смузі V приблизно  9,4.